# Willy Blain
Pour les articles homonymes, voir Blain (homonymie).
Willy Blain est un boxeur français né le 24 avril 1978 au Tampon, sur l'île de La Réunion.

## Carrière
Il a participé aux Jeux olympiques d'été de 2000 à Sydney et de 2004 à Athènes et remporté le titre de champion du monde de boxe amateur à Bangkok en 2003 dans la catégorie super-légers.